# Flines-lez-Raches
Flines-lez-Raches è un comune francese di 5 524 abitanti situato nel dipartimento del Nord nella regione dell'Alta Francia.

## Società

### Evoluzione demografica
Abitanti censiti